# Walid El Otmani
 (février 2024).
Walid El Otmani, né le 6 mai 2003 à Amsterdam, est un joueur international néerlandais de futsal.

## Biographie

### En club
Né à Amsterdam, Walid El Otmani fait ses débuts dans le futsal à l'ASV Lebo, faisant ses débuts professionnels en Eredivisie en 2021, à l'âge de 18 ans en tant que gardien de but. Avec le club, il porte le numéro 13.
En 2023, il est transféré à l'OS Lusitanos, club évoluant aussi en Eredivisie. Faisant partie des plus jeunes gardiens en Eredivisie, il reçoit sa première convocation en sélection nationale en février 2024.

### En sélection
Le 3 février 2024, il fait ses débuts en équipe nationale lors d'un match amical contre la Belgique (défaite, 6-4),,.

## Statistiques

### En sélection néerlandaise
Le tableau suivant liste les rencontres de l'équipe des Pays-Bas auxquelles Walid El Otmani a pris part :
| # | Date           | Ville | Adversaire | Résultat | Compétition  | Buts | Club         |
| - | -------------- | ----- | ---------- | -------- | ------------ | ---- | ------------ |
| 1 | 3 février 2024 | Caen  | Belgique   | 6 – 4    | Match amical | 0    | OS Lusitanos |

| Résultat : - G = Match gagné - N = Match nul - P = Match perdu |